# Гочкіс М1922
Гочкісс М1922 (фр. Hotchkiss M1922) — французький ручний кулемет міжвоєнного періоду.
Кулемет був створений на конкурс для французької армії, однак програв Chatellerault 24/29. Тому почав активно просуватися на експорт. Існував у багатьох варіантах під різні набої, під магазинне та стрічкове живлення.

## Країни-експлуатанти
- Чехословаччина: під набої 8mm Mauser
- Греція: під набої 6.5mm Mannlicher-Schoenauer та 8mm Mauser (трофейні турецькі)
- Республіка Китай: під набої 8mm Mauser
- Іспанія: під набої 7mm Mauser
- Велика Британія: під набої .303 British
- Франція:дуже мало під набої 7.5 French
- Туреччина: під набої 8mm Mauser